# Horama texana
Horama texana là một loài bướm đêm thuộc phân họ Arctiinae, họ Erebidae.